# Crus penis
Het crus penis (meervoud: crura penis) is een gepaard orgaan. Het vormt samen met de bulbus penis de basis van het zwellichaam, het corpus cavernosum penis. De twee crura zitten elk één aan elke kant van de bulbus penis. Elk crus penis is bevestigd in de hoek tussen het perineummembraan en de ramus van het zitbeen. De diepe slagader van het corpus cavernosum penis komt het voorste deel van het crus penis binnen. Distaal versmelt elk crus penis met het corpus spongiosum.
Het homologon bij de vrouw wordt het crus clitoridis genoemd.

## Structuur
Elk crus penis bestaat uit het taps toelopende, achterste vierde deel van elk corpus cavernosum penis; de twee corpora cavernosa penis liggen naast elkaar langs de lengte van de penis, terwijl de twee crura penis lateraal divergeren in de basis van de penis. Vanaf het eind van de divergentie zitten ze stevig aan het proximale uiteinde van de ramus van het zitbeen.
Elk crus penis begint proximaal als een stomp-puntig uitsteeksel vóór het tuber ischiadicum (een zwelling op het zitbeen), langs het perineale oppervlak van de samengevoegde ramus van het zitbeen.
Net proximaal van het samenkomen van de twee crura penis komen ze in contact met de bulbus penis van de corpus cavernosum penis.
De crura penis worden bedekt door de musculus ischiocavernosus.

Structuur van de menselijke penis: 1 Meatus (mond urinebuis), 2 Eikel, 3 Corona glandis van de eikel, 4 Corpus cavernosum penis, 5 Corpus spongiosum penis, 6 Scrotum, 7 Crus penis, 8 Bulbus penis, 9 Anus 10 Frenulum praeputii penis van de voorhuid, 11 Wortel van de penis.
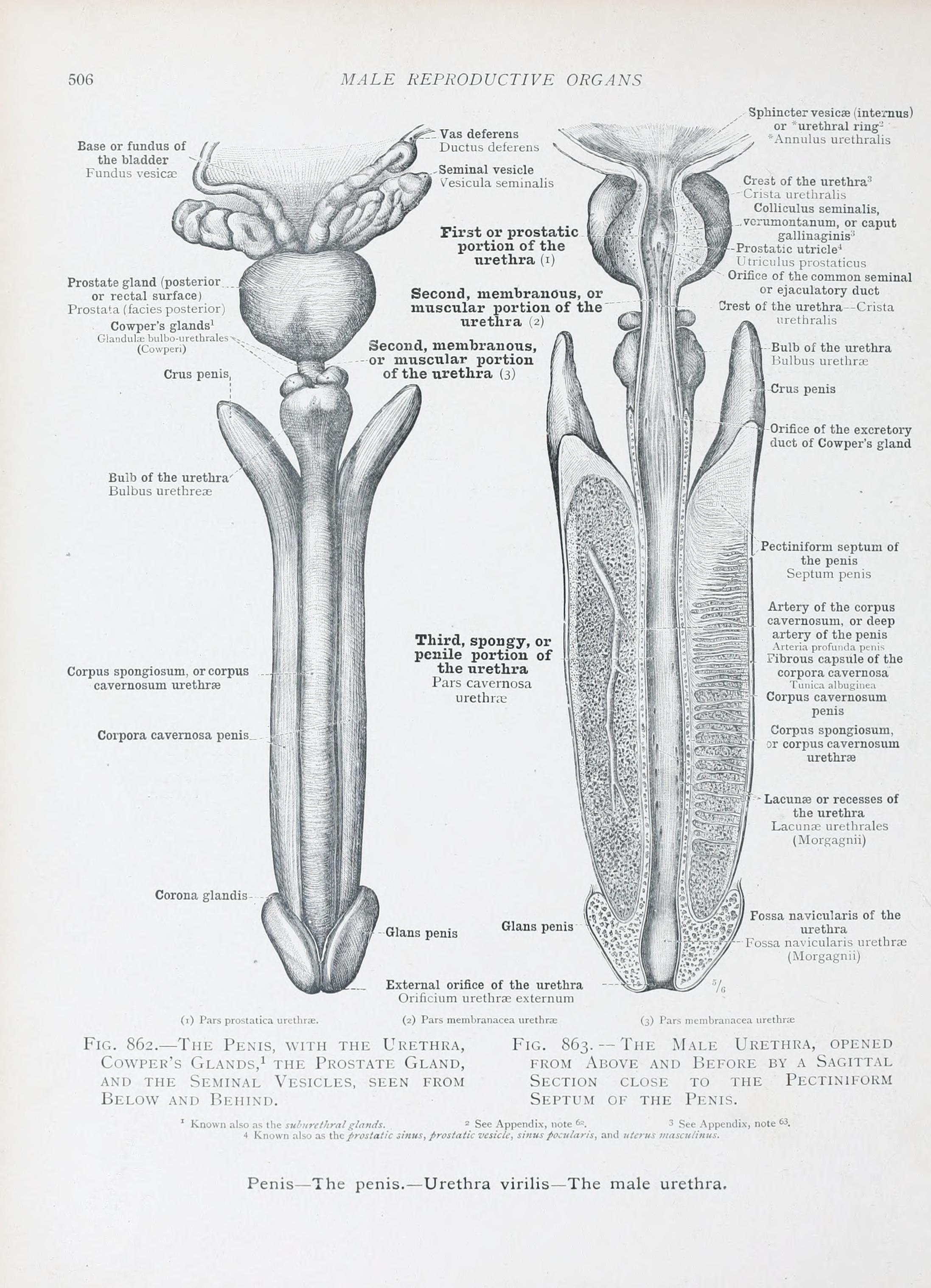
Geslachtsorgaan
Dwarsdoorsnede penis. a=slagader, v=ader, n=zenuw
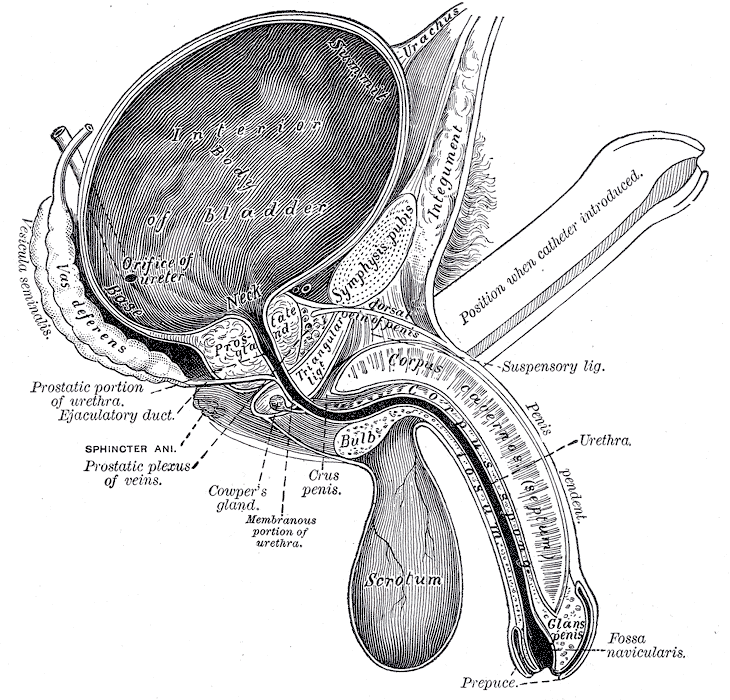
Verticale doorsnede van blaas, penis en urinebuis. (Crus penis gelabeld middenonder.)
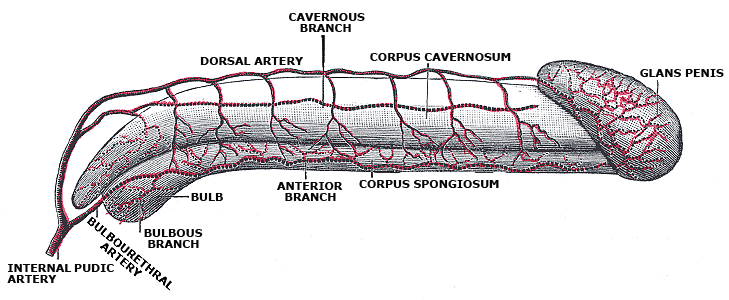
Slagaders van de penis. Diepe slagader gelabeld cavernous branche.
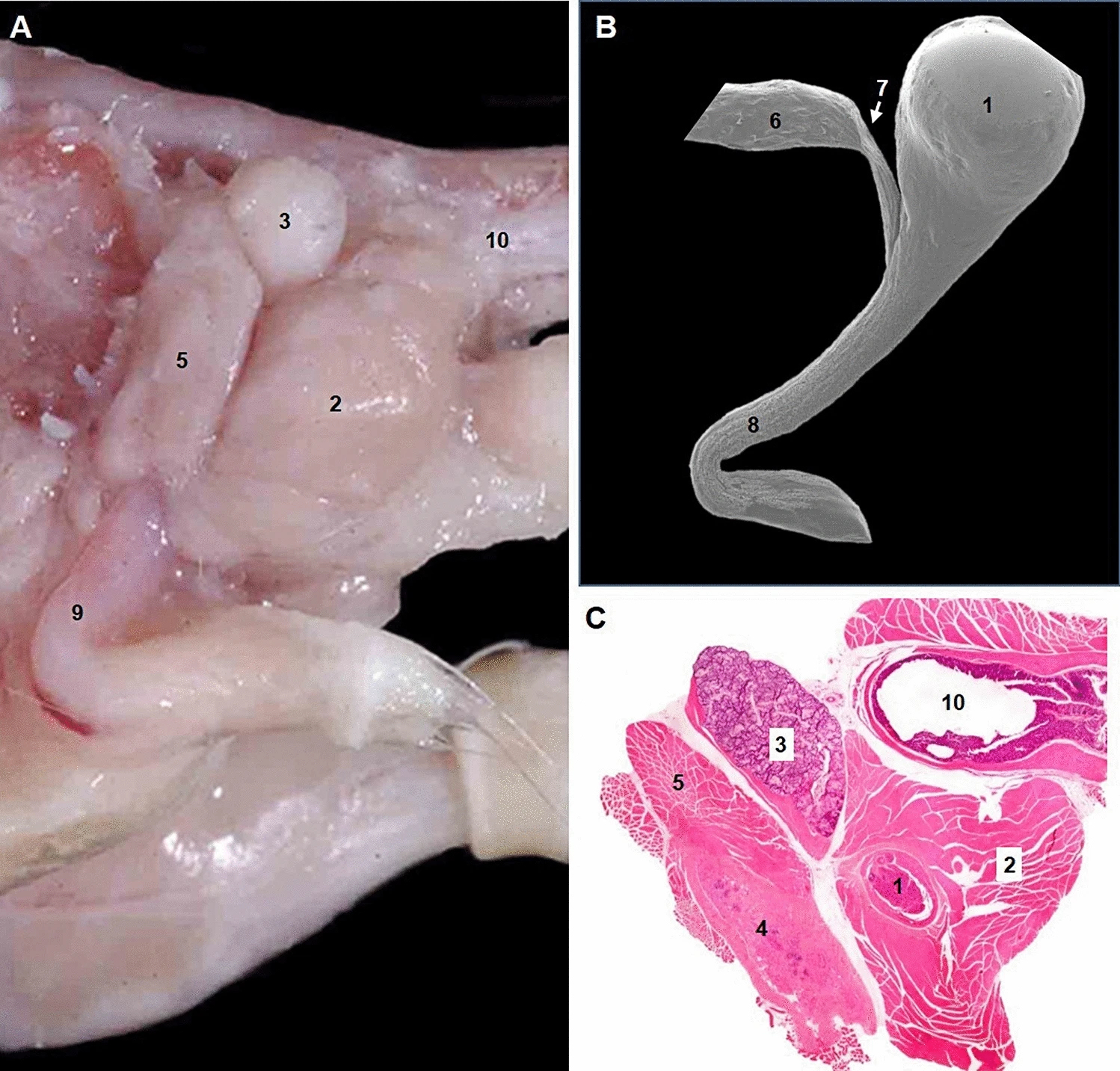
Penis van een muis. 2:musculus bulbospongiosus, 3: Cowperse klier, 4: corpus cavernosum penis, 5: musculus ischiocavernosus, 6: urethra membranosa, 7: isthmus urethrae (zie prostaat. Vernauwing vóór het binnengaan van de penis), 8: urinebuis, 9: penis, 10: endeldarm.